# Gdańsk Południe

Położenie dawnej dzielnicy Chełm i Gdańsk Południe na mapie starego podziału administracyjnego

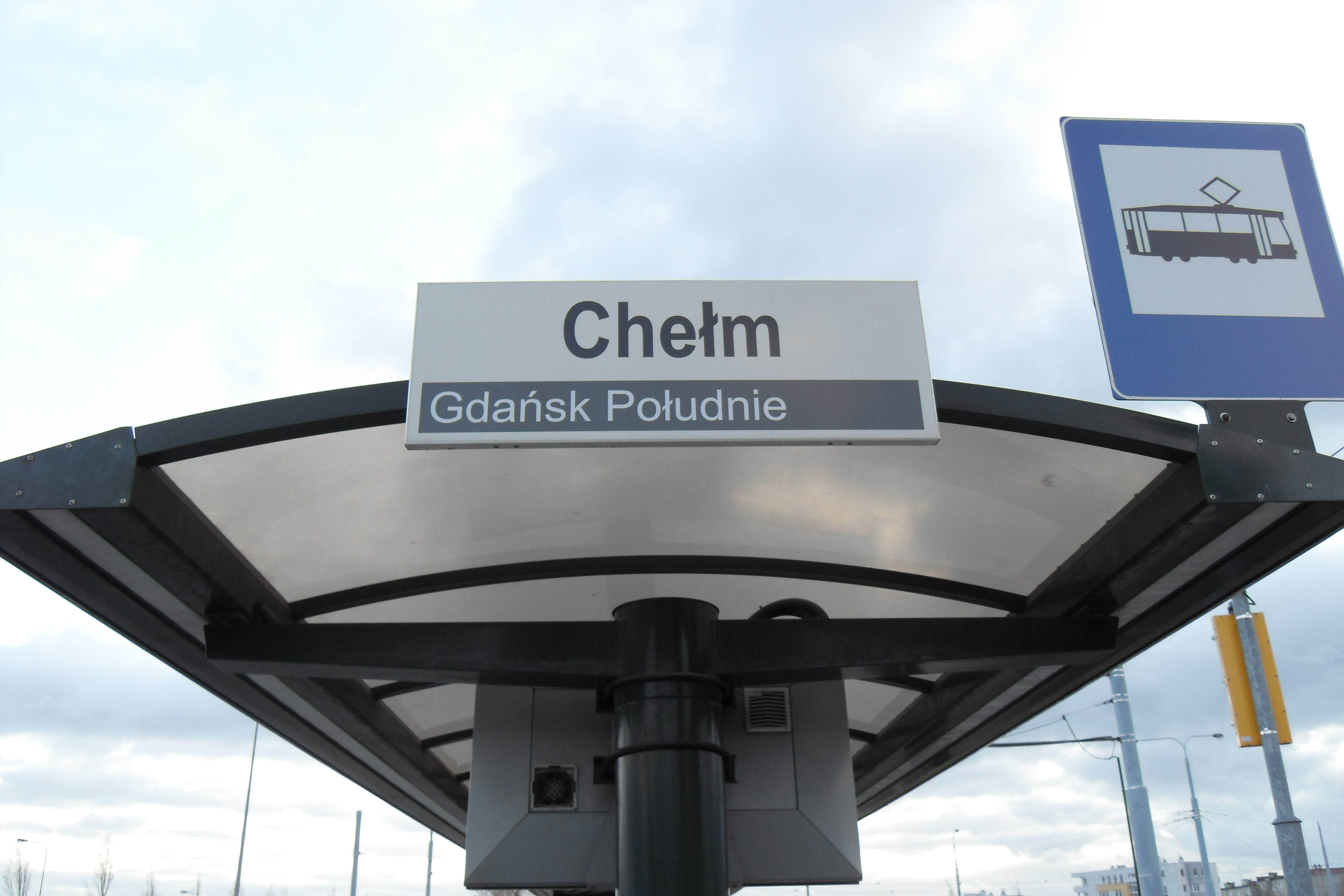
Nazwa obszaru na tabliczce przystankowej pętli tramwajowej Chełm Witosa

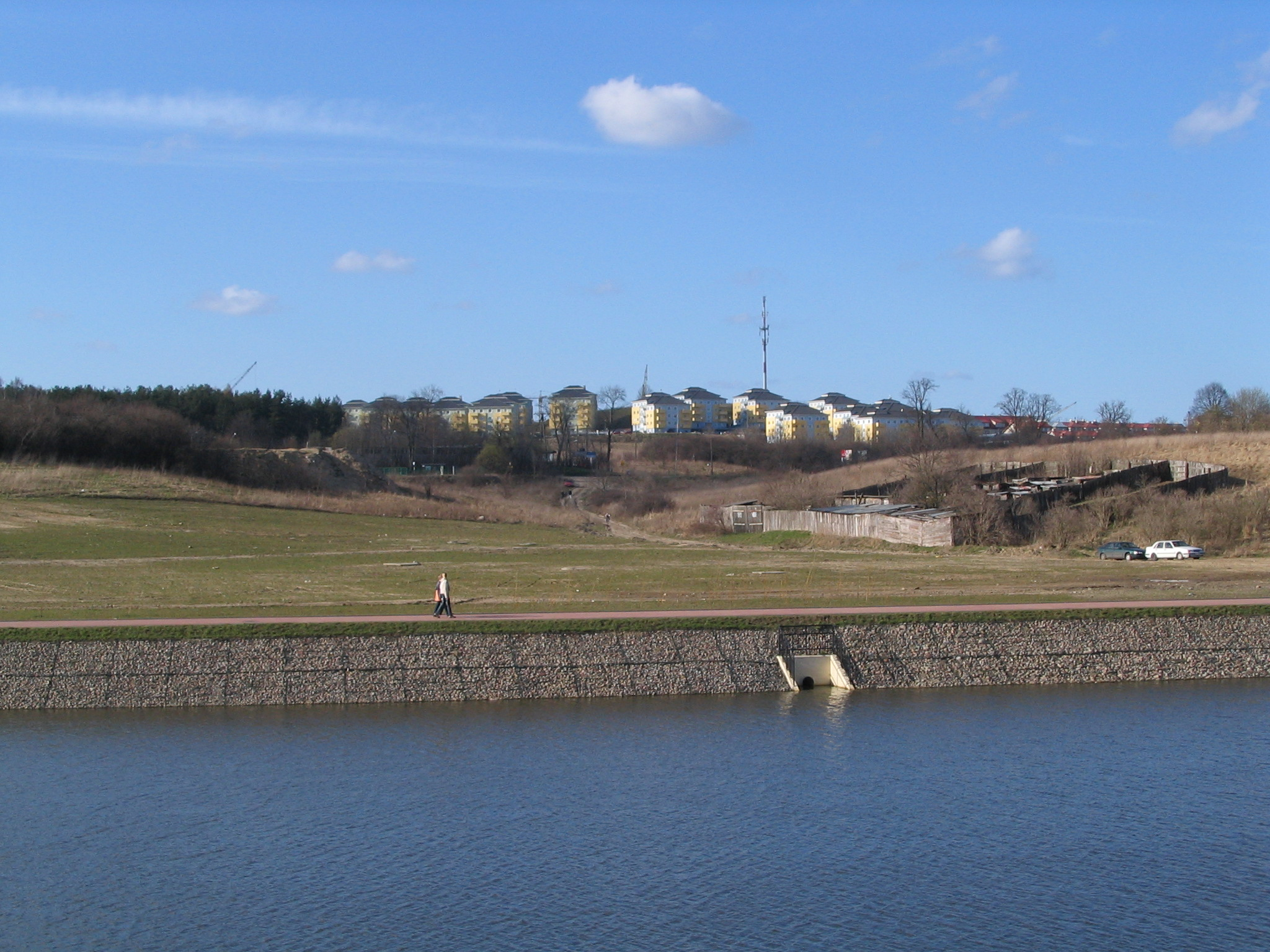
Panorama Gdańska Południe – Ujeścisko. Staw retencyjny i nowe osiedle

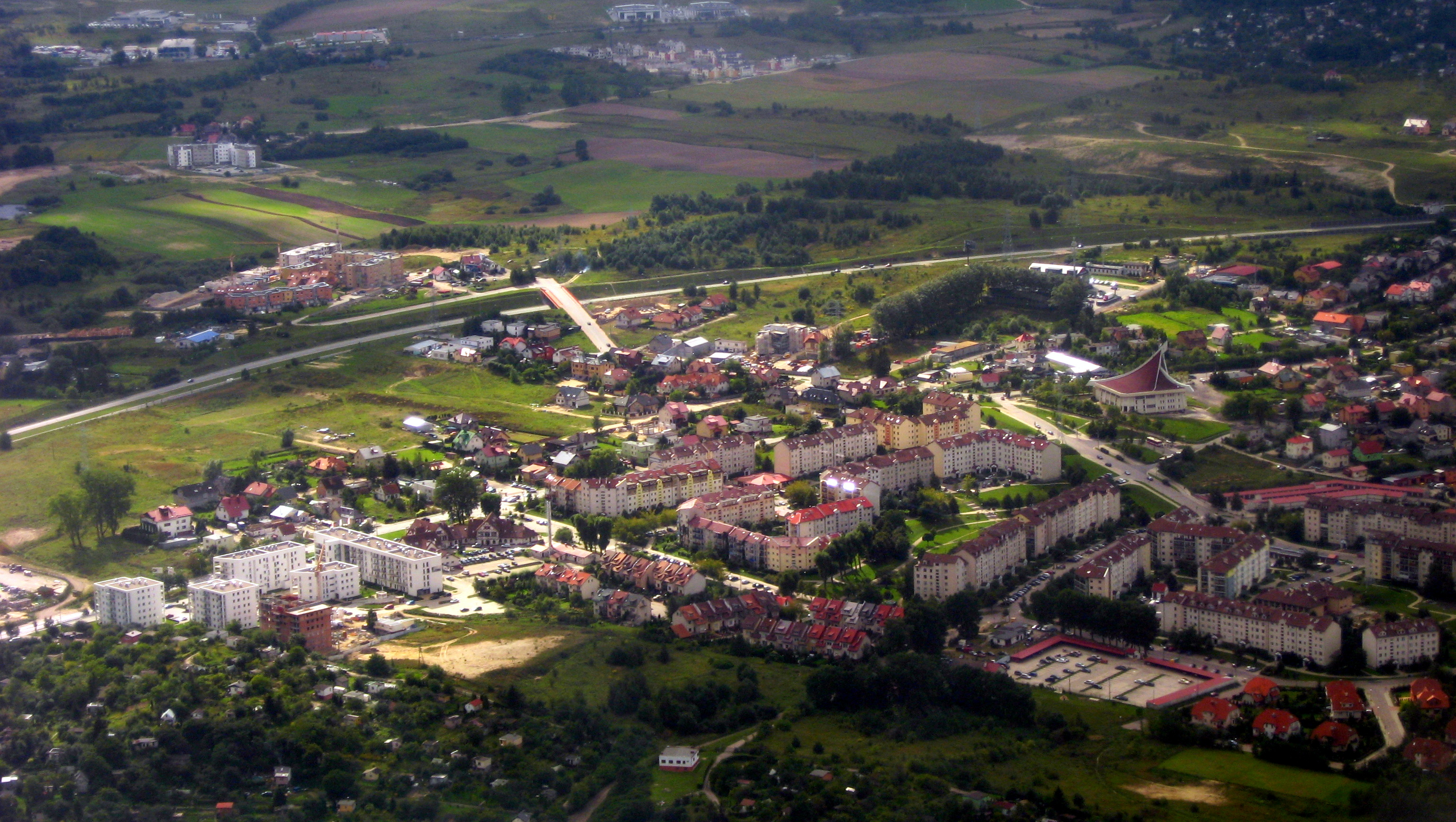
Panorama Jasienia

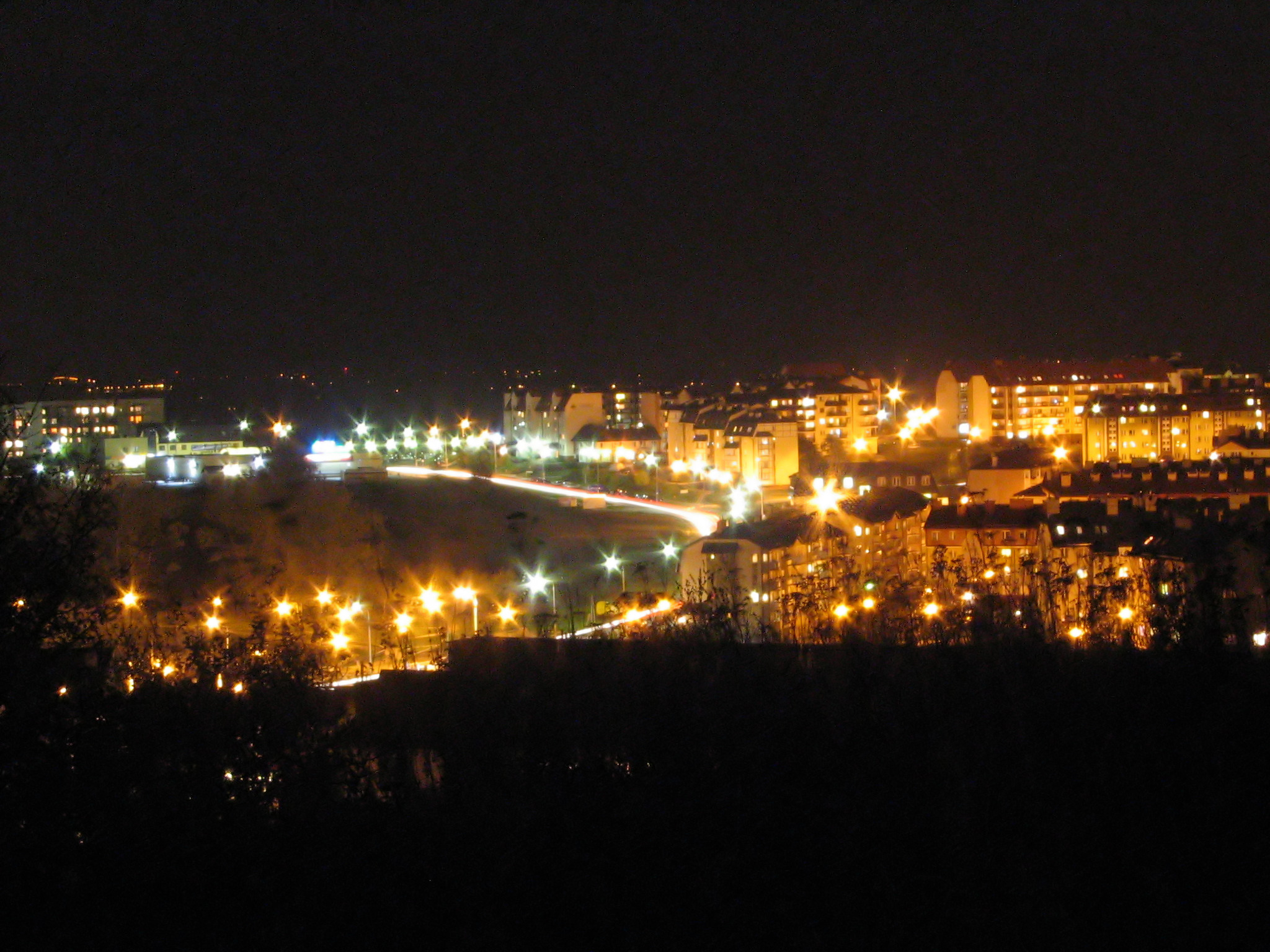
Widok na Orunię Górną z Ujeściska

Gdańsk Południe – część Gdańska położona na południowym zachodzie miasta. Obszar ten do 2011 stanowił dzielnicę Chełm i Gdańsk Południe. Od 2018 r. jest podzielony na cztery jednostki pomocnicze Chełm, Jasień, Orunię Górną-Gdańsk Południe i Ujeścisko-Łostowice.
Obszar ma wielkość 30,34 km² i zamieszkuje go 71 658 osób. 

## Położenie
Obszar Południa graniczy od północy z Matarnią, Brętowem, Pieckami-Migowem, Siedlcami, Wzgórzem Mickiewicza oraz Śródmieściem. Od wschodu do Południa przylega osiedle Orunia-Św. Wojciech-Lipce, od zachodu Kokoszki a od południa gminy Kolbudy i Pruszcz Gdański.

### Położenie geograficzne
Obszar ten jest położony w części Gdańska leżącej na Pojezierzu Kaszubskim. Głównym ciekiem wodnym jest Potok Oruński, w zachodniej części obszaru położone jest Jezioro Jasień. Występuje tu duże zróżnicowanie terenu, od 10–12 m n.p.m. do 125 m n.p.m.

### Struktura
Gdańskie Południe w 2011 roku zostało podzielone na dwa samodzielne osiedla administracyjne: Jasień i Ujeścisko-Łostowice oraz na jedną dzielnicę Chełm, w skład której oprócz Chełmu wchodziły Orunia Górna i Maćkowy; w 2018 r. wydzielono Orunię Górna-Gdańsk Południe jako 35. jednostkę pomocniczą gminy miejskiej Gdańsk. Dane w poniższej tabeli odnoszą się do dzielnicy Chełm jako tzw. dużej (sprzed tej zmiany).
| nr | nazwa               | ludność | powierzchnia w km² | gęstość zaludnienia (osób/km²) |
| -- | ------------------- | ------- | ------------------ | ------------------------------ |
| 1  | Chełm               | 45 704  | 11,07              | 4 125                          |
| 2  | Jasień              | 8 157   | 11,48              | 710                            |
| 3  | Ujeścisko-Łostowice | 17 797  | 7,79               | 2 283                          |
|    | ŁĄCZNIE             | 71 658  | 30,34              | 2 361                          |

Mieszkańcy gdańskiego Południa stanowią 15,6% populacji miasta. Zajmuje ono 11,5% powierzchni terenu Gdańska, a gęstość zaludnienia wynosi 137% poziomu gęstości zaludnienia całego miasta.

## Geneza
Pierwszy fragment dzisiejszego Południa został włączony w granice miasta w 1814 roku, była to północna część obecnego osiedla Chełm. Podczas następnej zmiany granic w 1933 roku w tereny Gdańska włączono obszar Starej Wsi - dzisiejszą południową i zachodnią część osiedla mieszkaniowego Chełm.
W 1973 roku miały miejsce największe zmiany granic Gdańska, do miasta włączono całość dawnej gminy Łostowice a wraz z nią Ujeścisko, Łostowice, Zakoniczyn, Jasień i Maćkowy oraz tereny obecnej Oruni Górnej.

## Charakterystyka
Obszar Gdańska Południe posiada największą dynamikę wzrostu ludności w mieście. Średnia wieku populacji jest tu niższa od reszty miasta o 5 punktów procentowych. W strukturze wykształcenia występuje większa liczba osób z wykształceniem wyższym niż w pozostałych częściach miasta. Udział osób aktywnych zawodowo jest również większy niż w pozostałych częściach Gdańska.
Południe ma charakter wyraźnie mieszkaniowy, występują tu również obiekty usługowe. Na tym obszarze występują dwa obiekty o znaczeniu ogólnomiejskim; Cmentarz Łostowicki – największa nekropolia miasta oraz składowisko odpadów Szadółki.

## Transport
Przez obszar Gdańska Południe przebiega obwodnica Trójmiasta będąca częścią drogi ekspresowej S6, południowa obwodnica Gdańska należąca do drogi ekspresowej S7 oraz Trasa W-Z w ciągu drogi krajowej nr 7. Ponadto przez Południe przebiegają drogi wojewódzkie nr 221 i 222. 
Rejon jest skomunikowany przy pomocy autobusów miejskich oraz linii tramwajowych. W 2007 r. otwarto linię tramwajową z Śródmieścia do Chełmu a w 2012 z Chełmu na Orunię Górną i Łostowice.
W roku 2015 otwarto stację Pomorskiej Kolei Metropolitalnej Gdańsk Jasień w pobliżu Wróbla Stawu.